# Pleocoma staff
Pleocoma staff är en skalbaggsart som beskrevs av Ludwig Wilhelm Schaufuss 1870. Pleocoma staff ingår i släktet Pleocoma och familjen Pleocomidae. Inga underarter finns listade i Catalogue of Life.